# استورم‌تروپر
استورم‌تروپر (به انگلیسی: StormTrooper) یک سرباز خیالی در جنگ ستارگان است که توسط جرج لوکاس خلق شده و نخستین بار در جنگ ستارگان (۱۹۷۷) معرفی شده‌است. استورم تروپرها سربازان درجه بالا در امپراتوری کهکشانی هستند که تحت رهبری امپراتور پالپاتین و فرماندهان او، به ویژه دارث ویدر و ماف تارکین بزرگ در دوران سه‌گانه اصلی فیلم (۱۹۷۷–۱۹۸۳) هستند. سه‌گانه پیش مقدماتی یا پریکوئل (۱۹۹۹–۲۰۰۵) ریشهٔ استورم تروپرها را به عنوان سربازهای کلون جمهوری کهکشانی نشان می‌دهد، کلون‌های یک جایزه بگیر به نام جانگو فت، که توسط رهبر پالپاتین استفاده شدند تا جنگ کلون‌ها را «برنده» شود و بعداً برای به دست گرفتن دولت و منهدم کردن جدایها آنها را استفاده کرد. علاوه بر این بعداً استورم تروپرها به عنوان سرباز تازه‌کار استفاده شدند؛ در زمان سه‌گانه اصلی، فقط چند تا استورم تروپر کلون هستند، با تنها لژیون شناخته شده که هنوز شامل تعداد قابل توجهی از کلون‌ها است، پانصد و یکمین (۵۰۱) لژیون، معروف به «مشت ویدر» در سه‌گانه سیکوئل (۲۰۱۵–۲۰۱۹)،
استورم تروپرهای ارتقا یافته در خدمت محفل یکم تحت رهبری، پیشوای عالی اسنوک و فرمانده‌هایش که مهم‌ترین آنها کایلو رن، ژنرال هاکس و کاپیتان فاسما هستند، بودند. آخرین فیلم سه‌گانه، خیزش اسکای واکر (۲۰۱۹)، سیث تروپرها (به انگلیسی: sith trooper) که یک گونه از استورم تروپرهای محفل یکم بودند و زره قرمز داشتند معرفی شدند که در خدمت محفل نهایی، به رهبری امپراتور زنده شده پالپاتین بودند.
ترتیب نبرد سپاه استورم تروپر در جهان جنگ ستارگان مشخص نیست. با همراهی نیروی دریایی شاهنشاهی، استورم تروپرها می‌توانند به سرعت مستقر شوند و به ایالات نا آرامی یا شورش پاسخ دهند، به عنوان یک پادگان سیاره ای و مناطق پلیس در امپراتوری کهکشانی عمل کنند. آنها در گروه‌های جمعی با اندازه‌های مختلف سازمانی از جوخه تا لژیون نشان داده می‌شوند و برای برخی دیگر، زره پوش و آموزش آنها برای عملیات و محیط‌های ویژه اصلاح می‌شود.

## انواع استورم تروپرها
استورم تروپرها فقط یک نوع نیستند بلکه به گروه‌های مختلفی تقسیم می‌شوند، آنها هیچ وقت صورت خود را به کسی نشان نمی‌دهند و همین باعث می‌شود که آنها را سربازانی ربات مانند و بی رحم بشناسند. در لیست زیر به ترتیب از بالا به پایین قدرتمندترین گروه‌های استورم تروپر را می‌توانید مشاهده کنید.
```
۲۰ - استورم تروپرها
```

(STORM TROOPERS)
```
۱۹ - پاترول تروپرها
```

(PATROL TROOPERS)
```
۱۸ - رایوت کنترل تروپرها
```

(RIOT CONTROL TROOPERS)
```
۱۷ - سی تروپرها
```

(SEA TROOPERS)
```
۱۶ - سند تروپرها
```

(SAND TROOPERS)
```
۱۵ - شور تروپرها
```

(SHORE TROOPERS)
```
۱۴ - ماین تروپرها
```

(MINE TROOPERS)
```
۱۳ - سوامپ تروپرها
```

(SWAMP TROOPERS)
```
۱۲ - میمبن استورم تروپرها
```

(MIMBAN STORM TROOPERS)
```
۱۱ - جامپ تروپرها
```

(JUMP TROOPERS)
```
۱۰ - اسنو تروپرها
```

(SNOW TROOPERS)
```
۹ - اسکات تروپرها
```

(SCOUT TROOPERS)
```
۸ - فِلِیم تروپرها
```

(FLAME TROOPERS)
```
۷ - ای آر اف تروپرها
```

(A.R.F TROOPERS (ADVANCED RECON FORCE))
```
۶ - شاک تروپرها
```

(SHOCK TROOPERS)
```
۵ - کلون تروپرها
```

(CLONE TROOPERS)
```
۴ - اینکوئیزیتور تروپرها
```

(INQUISITOR TROOPERS)
```
۳ - رِینج تروپرها
```

(RANGE TROOPERS)
```
۲ - شادو تروپرها
```

(SHADOW TROOPERS)
```
۱ - دث تروپرها
```

(DEATH TROOPERS)